# Campeonato Panamericano de Balonmano Juvenil Femenino de 2003
El II Campeonato Panamericano de Balonmano Juvenil Femenino se disputó en Curitiba, Brasil entre el 24 y el 28 de septiembre de 2003 bajo la organización de la Federación Panamericana de Handball

## Primera fase

### Grupo A
| Equipo      | J | G | E | P | GF | GC | DG  | PTS |
| ----------- | - | - | - | - | -- | -- | --- | --- |
| Brasil      | 3 | 3 | 0 | 0 | 95 | 32 | +63 | 6   |
| Chile       | 3 | 2 | 0 | 1 | 80 | 66 | +14 | 4   |
| Puerto Rico | 3 | 1 | 0 | 2 | 49 | 98 | -49 | 2   |
| Groenlandia | 3 | 0 | 0 | 3 | 50 | 78 | -28 | 0   |

#### Resultados
| Fecha      | Hora  | Partido³    | Partido³ | Partido³    | Resultado |
| ---------- | ----- | ----------- | -------- | ----------- | --------- |
| 24.09.2003 | 10:00 | Chile       | -        | Puerto Rico | 34-15     |
| 24.09.2003 | 16:30 | Brasil      | -        | Groenlandia | 23-07     |
| 25.09.2003 | 13:00 | Chile       | -        | Groenlandia | 31-21     |
| 25.09.2003 | 18:00 | Brasil      | -        | Puerto Rico | 42-10     |
| 26.09.2003 | 13:30 | Puerto Rico | -        | Groenlandia | 24-22     |
| 26.09.2003 | 18:00 | Brasil      | -        | Chile       | 30-15     |

### Grupo B
| Equipo    | J | G | E | P | GF | GC | DG  | PTS |
| --------- | - | - | - | - | -- | -- | --- | --- |
| Argentina | 3 | 3 | 0 | 0 | 92 | 54 | +38 | 6   |
| Uruguay   | 3 | 2 | 0 | 1 | 74 | 62 | +12 | 4   |
| Paraguay  | 3 | 1 | 0 | 2 | 62 | 65 | -3  | 2   |
| Canadá    | 3 | 0 | 0 | 3 | 39 | 86 | -47 | 0   |

#### Resultados
| Fecha      | Hora  | Partido³  | Partido³ | Partido³ | Resultado |
| ---------- | ----- | --------- | -------- | -------- | --------- |
| 24.09.2003 | 12:00 | Uruguay   | -        | Paraguay | 24-19     |
| 24.09.2003 | 13:00 | Argentina | -        | Canadá   | 31-16     |
| 25.09.2003 | 15:00 | Argentina | -        | Paraguay | 31-15     |
| 25.09.2003 | 16:30 | Uruguay   | -        | Canadá   | 27-13     |
| 26.09.2003 | 12:00 | Paraguay  | -        | Canadá   | 28-10     |
| 26.09.2003 | 19:30 | Argentina | -        | Uruguay  | 30-23     |

### 5º al 8º Puesto
| Fecha      | Hora² | Partido³ | Partido³ | Partido³    | Resultado |
| ---------- | ----- | -------- | -------- | ----------- | --------- |
| 27.09.2003 | 13:00 | Paraguay | -        | Groenlandia | 31-25     |
| 27.09.2003 | 15:00 | Canadá   | -        | Puerto Rico | 23-16     |

### 7º/8º puesto
| Fecha      | Hora² | Partido¹    | Partido¹ | Partido¹    | Resultado |
| ---------- | ----- | ----------- | -------- | ----------- | --------- |
| 28.09.2003 | 09:00 | Groenlandia | -        | Puerto Rico | 30-29     |

### 5º/6º puesto
| Fecha      | Hora² | Partido¹ | Partido¹ | Partido¹ | Resultado |
| ---------- | ----- | -------- | -------- | -------- | --------- |
| 28.09.2003 | 10:30 | Paraguay | -        | Canadá   | 25-09     |

## Segunda fase

### Semifinales
| Fecha      | Hora² | Partido³  | Partido³ | Partido³ | Resultado |
| ---------- | ----- | --------- | -------- | -------- | --------- |
| 27.09.2003 | 15:00 | Argentina | -        | Chile    | 37-19     |
| 27.09.2003 | 18:00 | Brasil    | -        | Uruguay  | 42-13     |

### 3º/4º puesto
| Fecha      | Hora² | Partido¹ | Partido¹ | Partido¹ | Resultado |
| ---------- | ----- | -------- | -------- | -------- | --------- |
| 28.09.2003 | 13:30 | Chile    | -        | Uruguay  | 28-27     |

### Final
| Fecha      | Hora² | Partido¹ | Partido¹ | Partido¹  | Resultado |
| ---------- | ----- | -------- | -------- | --------- | --------- |
| 28.09.2003 | 15:00 | Brasil   | -        | Argentina | 39-23     |

| Brasil           |
| Campeón          |
| Brasil 2° título |

### Clasificación general
| 1. Brasil      |
| 2. Argentina   |
| 3. Chile       |
| 4. Uruguay     |
| 5. Paraguay    |
| 6. Canadá      |
| 7. Groenlandia |
| 8. Puerto Rico |